# Liga Nacional de Baloncesto Profesional de México 2020
La Temporada 2020 de la LNBP es la vigésimo primera edición de la Liga Nacional de Baloncesto Profesional de México.
A pesar de la contingencia sanitaria por la Pandemia de enfermedad por coronavirus de 2020 en México, la temporada arrancó el 10 de septiembre y algunas plazas jugarán sin público, otras tendrán un número reducido de asistencia, dependerá del semáforo en cada estado, factor que hará aprovechar las plataformas digitales y posiblemente transmisión abierta por televisión para el beneficio de los espectadores.
Tras una sesión de manera virtual realizada por los presidentes de clubes y la directiva de la liga, encabezados por Sergio Ganem, se determinó que sean 12 equipos los que participen en la campaña divididos en dos zonas (Zona Este y Zona Oeste), 6 en cada una.
La temporada tendrá solamente una duración de tres meses. La temporada regular comenzará el próximo 10 de septiembre y finalizará el 31 de octubre. Los playoffs se jugarán del 3 de noviembre al 7 de diciembre. Las semifinales de zona se jugarán a ganar 3 de 5 partidos, mientras las finales de zona y la gran final serán a ganar 4 de 7 partidos.
Los equipos quedaron divididos de la siguiente manera: Zona Este, en donde participarán los Correcaminos UAT de Ciudad Victoria, Dorados de Chihuahua, Fuerza Regia de Monterrey, Leñadores de Durango, Mineros de Zacatecas y Plateros de Fresnillo. Por el otro lado, la Zona Oeste estará formada por las Abejas de León, Aguacateros de Michoacán, Astros de Jalisco, Libertadores de Querétaro, Panteras de Aguascalientes y Soles de Mexicali.
Esta temporada no habrá Juego de Estrellas y los festejos por el 20° aniversario de la Liga se pospondrán hasta el año 2021.

## Eventos destacados
- Los siguientes equipos de la temporada pasada no participarán: por la Zona Este, Huracanes de Tampico y Laguneros de la Comarca; por la Zona Oeste, Ángeles de Puebla, Capitanes de la Ciudad de México y Santos de San Luis.
- A diferencia de Huracanes, Laguneros, Ángeles y Santos, Capitanes no faltarán por complicaciones derivadas de la pandemia del coronavirus, sino por sus planes de integrarse a la Liga de Desarrollo de la NBA.

## Equipos
| Liga Nacional de Baloncesto Profesional de México 2020 |                            |                      |                                |               |                                          |           |
| Conferencia                                            | Equipo                     | Entrenador           | Ciudad                         | Miembro desde | Pabellón                                 | Capacidad |
| Este                                                   | Correcaminos UAT Victoria  | Luis García          | Ciudad Victoria, Tamaulipas    | 2000          | Gimnasio Multidisciplinario UAT Victoria | 3,500     |
| Este                                                   | Dorados de Chihuahua       | Gustavo Pacheco      | Chihuahua, Chihuahua           | 2000          | Gimnasio Manuel Bernardo Aguirre         | 10,500    |
| Este                                                   | Fuerza Regia de Monterrey  | Paco Olmos           | Monterrey, Nuevo León          | 2001          | Gimnasio Nuevo León Independiente        | 5,000     |
| Este                                                   | Leñadores de Durango       | Juan José Pidal      | Durango, Durango               | 2002          | Auditorio del Pueblo                     | 3,500     |
| Este                                                   | Mineros de Zacatecas       | Allans Colón         | Zacatecas, Zacatecas           | 2017-2018     | Gimnasio "Profesor Marcelino González"   | 3,500     |
| Este                                                   | Plateros de Fresnillo      | Xavier Aponte        | Fresnillo, Zacatecas           | 2019-2020     | Gimnasio Solidaridad Municipal           | 4,400     |
| Oeste                                                  | Abejas de León             | Marcelo Roig         | León, Guanajuato               | 2009-2010     | Domo de la Feria                         | 4,460     |
| Oeste                                                  | Aguacateros de Michoacán   | Nicolás Casalánguida | Morelia, Michoacán             | 2017-2018     | Auditorio de Usos Múltiples de la UMSNH  | 3,500     |
| Oeste                                                  | Astros de Jalisco          | Sergio Valdeolmillos | Guadalajara, Jalisco           | 2019-2020     | Arena Astros                             | 4,000     |
| Oeste                                                  | Libertadores de Querétaro  | Omar Quintero        | Querétaro, Querétaro           | 2009-2010     | Auditorio General José María Arteaga     | 4,140     |
| Oeste                                                  | Panteras de Aguascalientes | Manolo Cintrón       | Aguascalientes, Aguascalientes | 2003          | Auditorio Hermanos Carreón               | 3,000     |
| Oeste                                                  | Soles de Mexicali          | Iván Déniz           | Mexicali, Baja California      | 2005          | Auditorio PSF                            | 4,425     |

## Temporada 2020

### Clasificación
- Actualizadas las clasificaciones al 26 de octubre de 2020.[1]

JJ = Juegos Jugados, JG = Juegos Ganados, JP = Juegos Perdidos, PF= Puntos a Favor, PC = Puntos en Contra, Dif. = Diferencia de puntos, Ptos. = Puntos = (JGx2)+(JP)
| Zona Este |                           |    |    |    |      |      |      |       |
| Posición  | Equipo                    | JJ | JG | JP | PF   | PC   | Dif. | Ptos. |
| 1         | Mineros de Zacatecas      | 18 | 15 | 3  | 1324 | 1153 | 171  | 33    |
| 2         | Dorados de Chihuahua      | 18 | 12 | 6  | 1589 | 1400 | 189  | 30    |
| 3         | Fuerza Regia de Monterrey | 18 | 11 | 7  | 1387 | 1334 | 53   | 29    |
| 4         | Leñadores de Durango      | 18 | 10 | 8  | 1402 | 1308 | 94   | 28    |
| 5         | Plateros de Fresnillo     | 18 | 6  | 12 | 1230 | 1312 | -82  | 24    |
| 6         | Correcaminos UAT Victoria | 18 | 0  | 18 | 1214 | 1639 | -425 | 17    |

| Zona Oeste |                            |    |    |    |      |      |      |       |
| Posición   | Equipo                     | JJ | JG | JP | PF   | PC   | Dif. | Ptos. |
| 1          | Soles de Mexicali          | 18 | 13 | 5  | 1633 | 1565 | 68   | 31    |
| 2          | Aguacateros de Michoacán   | 18 | 13 | 5  | 1650 | 1573 | 77   | 31    |
| 3          | Libertadores de Querétaro  | 18 | 10 | 8  | 1791 | 1780 | 11   | 28    |
| 4          | Astros de Jalisco          | 18 | 8  | 10 | 1616 | 1595 | 21   | 26    |
| 5          | Abejas de León             | 18 | 5  | 13 | 1592 | 1687 | -95  | 23    |
| 6          | Panteras de Aguascalientes | 18 | 5  | 13 | 1629 | 1711 | -82  | 23    |

| Clasificado a los playoffs |

| Eliminado de los playoffs |

### Playoffs
|  | Semifinales de Zona | Semifinales de Zona | Semifinales de Zona |              |   | Finales de Zona     | Finales de Zona     | Finales de Zona     |  |   | Final de la LNBP     | Final de la LNBP     | Final de la LNBP     |  |
|  | 3 - 6 de noviembre  | 3 - 6 de noviembre  | 3 - 6 de noviembre  |              |   | 8 - 11 de noviembre | 8 - 11 de noviembre | 8 - 11 de noviembre |  |   | 14 - 22 de noviembre | 14 - 22 de noviembre | 14 - 22 de noviembre |  |
|  |                     |                     |                     |              |   |                     |                     |                     |  |   |                      |                      |                      |  |
|  |                     |                     |                     |              |   |                     |                     |                     |  |   |                      |                      |                      |  |
|  | 1                   | Mineros             | 2                   |              |   |                     |                     |                     |  |   |                      |                      |                      |  |
|  | 1                   | Mineros             | 2                   |              |   |                     |                     |                     |  |   |                      |                      |                      |  |
|  | 4                   | Leñadores           | 1                   |              |   |                     |                     |                     |  |   |                      |                      |                      |  |
|  | 4                   | Leñadores           | 1                   |              | 1 | Mineros             | 0                   |                     |  |   |                      |                      |                      |  |
|  | Zona Este           |                     |                     |              | 1 | Mineros             | 0                   |                     |  |   |                      |                      |                      |  |
|  |                     |                     | 3                   | Fuerza Regia | 2 |                     |                     |                     |  |   |                      |                      |                      |  |
|  | 2                   | Dorados             | 3                   | Fuerza Regia | 2 | 0                   |                     |                     |  |   |                      |                      |                      |  |
|  | 2                   | Dorados             |                     |              |   |                     |                     |                     |  |   |                      |                      |                      |  |
|  | 3                   | Fuerza Regia        | 2                   |              |   |                     |                     |                     |  |   |                      |                      |                      |  |
|  | 3                   | Fuerza Regia        | 2                   |              |   |                     |                     |                     |  | 3 | Fuerza Regia         | 3                    |                      |  |
|  |                     |                     |                     |              |   |                     |                     |                     |  | 3 | Fuerza Regia         | 3                    |                      |  |
|  |                     |                     | 2                   | Aguacateros  | 1 |                     |                     |                     |  |   |                      |                      |                      |  |
|  | 1                   | Soles               | 2                   | Aguacateros  | 1 | 0                   |                     |                     |  |   |                      |                      |                      |  |
|  | 1                   | Soles               |                     |              |   |                     |                     |                     |  |   |                      |                      |                      |  |
|  | 4                   | Astros              | 2                   |              |   |                     |                     |                     |  |   |                      |                      |                      |  |
|  | 4                   | Astros              | 2                   |              | 4 | Astros              | 0                   |                     |  |   |                      |                      |                      |  |
|  | Zona Oeste          |                     |                     |              | 4 | Astros              | 0                   |                     |  |   |                      |                      |                      |  |
|  |                     |                     | 2                   | Aguacateros  | 2 |                     |                     |                     |  |   |                      |                      |                      |  |
|  | 2                   | Aguacateros         | 2                   | Aguacateros  | 2 | 2                   |                     |                     |  |   |                      |                      |                      |  |
|  | 2                   | Aguacateros         |                     |              |   |                     |                     |                     |  |   |                      |                      |                      |  |
|  | 3                   | Libertadores        | 1                   |              |   |                     |                     |                     |  |   |                      |                      |                      |  |
|  | 3                   | Libertadores        | 1                   |              |   |                     |                     |                     |  |   |                      |                      |                      |  |
|  |                     |                     |                     |              |   |                     |                     |                     |  |   |                      |                      |                      |  |

#### Semifinales de Zona

##### Zona Este

###### (1) Mineros de Zacatecas vs. (4) Leñadores de Durango
| 3 de noviembre, 21:00 | Mineros de Zacatecas                                               | 86–92                | Leñadores de Durango                                             | Monterrey, Nuevo León                                                                     |  |
|                       | Parciales: 16-19, 21-23, 21-22, 28-28                              |                      |                                                                  |                                                                                           |  |
|                       | Estadísticas Jordan Williams (19) Eric Dawson (12) Eric Dawson (6) | Reporte Pts Reb Asts | Estadísticas Antonio Peña (33) Antonio Peña (8) Antonio Peña (4) | Pabellón: Gimnasio Nuevo León Independiente Árbitros: L. Salazar Vicente Torres R. Marrón |  |

| 4 de noviembre, 21:00 | Leñadores de Durango                                           | 79–86                | Mineros de Zacatecas                                               | Monterrey, Nuevo León                                                                         |  |
|                       | Parciales: 12-21, 21-19, 14-25, 32-21                          |                      |                                                                    |                                                                                               |  |
|                       | Estadísticas Enzo Ruiz (18) Gabriel Girón (6) Antonio Peña (3) | Reporte Pts Reb Asts | Estadísticas Zach Graham (17) Eric Dawson (21) Stephen Soriano (5) | Pabellón: Gimnasio Nuevo León Independiente Árbitros: Rafael Rodea Luis Miranda Pedro Salgado |  |

| 6 de noviembre, 21:00 | Mineros de Zacatecas                                                 | 97–91                | Leñadores de Durango                                                    | Monterrey, Nuevo León                                                                          |  |
|                       | Parciales: 25-15, 22-21, 25-32, 25-23                                |                      |                                                                         |                                                                                                |  |
|                       | Estadísticas Mike Bruesewitz (22) Eric Dawson (10) Gelvis Solano (7) | Reporte Pts Reb Asts | Estadísticas Leroy Davis III (22) Gabriel Girón (7) Jonatan Machuca (4) | Pabellón: Gimnasio Nuevo León Independiente Árbitros: Vicente Torres Bruce Palacios I. Salgado |  |

###### (2) Dorados de Chihuahua vs. (3) Fuerza Regia de Monterrey
| 3 de noviembre, 18:00 | Dorados de Chihuahua                                                   | 76–78                | Fuerza Regia de Monterrey                                         | Monterrey, Nuevo León                                                                      |  |
|                       | Parciales: 16-20, 20-19, 17-24, 23-15                                  |                      |                                                                   |                                                                                            |  |
|                       | Estadísticas Kevin Hernández (11) Kevin Hernández (6) Raul Delgado (4) | Reporte Pts Reb Asts | Estadísticas David Huertas (17) Oderah Anosike (8) Paul Stoll (6) | Pabellón: Gimnasio Nuevo León Independiente Árbitros: Rafael Rodea José Ayala Luis Miranda |  |

| 4 de noviembre, 18:00 | Fuerza Regia de Monterrey                                    | 90–89                | Dorados de Chihuahua                                              | Monterrey, Nuevo León                                                                      |  |
|                       | Parciales: 23-15, 13-22, 25-22, 19-21 (T.E.: 10-9)           |                      |                                                                   |                                                                                            |  |
|                       | Estadísticas J. J. Ávila (18) J. J. Ávila (7) Paul Stoll (6) | Reporte Pts Reb Asts | Estadísticas Thomas Allen (34) Thomas Allen (9) Juan Brussino (5) | Pabellón: Gimnasio Nuevo León Independiente Árbitros: L. Salazar Vicente Torres José Ayala |  |

##### Zona Oeste

###### (1) Soles de Mexicali vs. (4) Astros de Jalisco
| 3 de noviembre, 21:00 | Soles de Mexicali                                                 | 79–87                | Astros de Jalisco                                                      | Querétaro, Querétaro                                                                              |  |
|                       | Parciales: 15-27, 24-25, 14-16, 26-19                             |                      |                                                                        |                                                                                                   |  |
|                       | Estadísticas Shonn Miller (14) Shonn Miller (7) Luke Martínez (3) | Reporte Pts Reb Asts | Estadísticas Isaac Sosa (20) Ernesto Oglivie (9) Heissler Guillent (7) | Pabellón: Auditorio General José María Arteaga Árbitros: J. Anaya Bruce Palacios Schubert Vallejo |  |

| 4 de noviembre, 21:00 | Astros de Jalisco                                                           | 96–85                | Soles de Mexicali                                                 | Querétaro, Querétaro                                                                            |  |
|                       | Parciales: 27-10, 21-28, 18-29, 30-18                                       |                      |                                                                   |                                                                                                 |  |
|                       | Estadísticas Heissler Guillent (24) Gustavo Ayón (10) Heissler Guillent (7) | Reporte Pts Reb Asts | Estadísticas Erik Thomas (23) Roberto Acuña (4) Luke Martínez (3) | Pabellón: Auditorio General José María Arteaga Árbitros: Omar Bermúdez Andrés Sánchez G. Gaitán |  |

###### (2) Aguacateros de Michoacán vs. (3) Libertadores de Querétaro
| 3 de noviembre, 18:00 | Aguacateros de Michoacán                                            | 116–112              | Libertadores de Querétaro                                           | Querétaro, Querétaro                                                                             |  |
|                       | Parciales: 23-25, 33-28, 33-32, 27-27                               |                      |                                                                     |                                                                                                  |  |
|                       | Estadísticas Rodney Green (30) Jerome Meyinsse (12) Avry Holmes (9) | Reporte Pts Reb Asts | Estadísticas Jordan Adams (30) Gerard DeVaughn (8) Jordan Adams (4) | Pabellón: Auditorio General José María Arteaga Árbitros: Omar Bermúndez Andrés Sánchez G. Gaitán |  |

| 4 de noviembre, 18:00 | Libertadores de Querétaro                                            | 99–92                | Aguacateros de Michoacán                                              | Querétaro, Querétaro                                                                            |  |
|                       | Parciales: 30-20, 22-18, 23-29, 24-25                                |                      |                                                                       |                                                                                                 |  |
|                       | Estadísticas Jordan Adams (27) Gerard DeVaughn (11) Jordan Adams (6) | Reporte Pts Reb Asts | Estadísticas Avry Holmes (17) Jerome Meyinsse (9) Cristian Cortes (6) | Pabellón: Auditorio General José María Arteaga Árbitros: J. Anaya Schubert Vallejo D. Domínguez |  |

| 6 de noviembre, 18:00 | Aguacateros de Michoacán                                              | 122–94               | Libertadores de Querétaro                                           | Querétaro, Querétaro                                                                          |  |
|                       | Parciales: 34-22, 34-21, 23-25, 31-26                                 |                      |                                                                     |                                                                                               |  |
|                       | Estadísticas Avry Holmes (32) Jerome Meyinsse (8) Cristian Cortes (4) | Reporte Pts Reb Asts | Estadísticas Jordan Adams (30) Gerard DeVaughn (12) Davin White (5) | Pabellón: Auditorio General José María Arteaga Árbitros: Omar Bermúndez J. Anaya D. Domínguez |  |

#### Finales de Zona

##### Zona Este

###### (1) Mineros de Zacatecas vs. (3) Fuerza Regia de Monterrey
| 8 de noviembre, 18:00 | Mineros de Zacatecas                                                  | 73–94                | Fuerza Regia de Monterrey                                          | Monterrey, Nuevo León                                                                        |  |
|                       | Parciales: 17-31, 20-20, 11-26, 25-17                                 |                      |                                                                    |                                                                                              |  |
|                       | Estadísticas Jordan Williams (12) Eric Dawson (7) Jordan Williams (2) | Reporte Pts Reb Asts | Estadísticas Oderah Anosike (16) Oderah Anosike (7) Paul Stoll (4) | Pabellón: Gimnasio Nuevo León Independiente Árbitros: Rafael Rodea Bruce Palacios José Ayala |  |

| 9 de noviembre, 18:00 | Fuerza Regia de Monterrey                                           | 89–81                | Mineros de Zacatecas                                                | Monterrey, Nuevo León                                                                           |  |
|                       | Parciales: 20-20, 20-19, 27-17, 22-25                               |                      |                                                                     |                                                                                                 |  |
|                       | Estadísticas David Huertas (18) J. J. Ávila (11) Oderah Anosike (4) | Reporte Pts Reb Asts | Estadísticas Zach Graham (17) Jordan Williams (5) Gelvis Solano (9) | Pabellón: Gimnasio Nuevo León Independiente Árbitros: Vicente Torres Luis Miranda Pedro Salgado |  |

##### Zona Oeste

###### (2) Aguacateros de Michoacán vs. (4) Astros de Jalisco
| 8 de noviembre, 20:00 | Aguacateros de Michoacán                                           | 87–79                | Astros de Jalisco                                                        | Querétaro, Querétaro                                                                           |  |
|                       | Parciales: 17-21, 30-25, 27-20, 13-13                              |                      |                                                                          |                                                                                                |  |
|                       | Estadísticas Rodney Green (28) Jerome Meyinsse (6) Donald Sims (4) | Reporte Pts Reb Asts | Estadísticas Karim Rodríguez (22) Gustavo Ayón (8) Heissler Guillent (7) | Pabellón: Auditorio General José María Arteaga Árbitros: Omar Bermúdez J. Anaya Andrés Sánchez |  |

| 9 de noviembre, 20:00 | Astros de Jalisco                                                      | 87–101               | Aguacateros de Michoacán                                          | Querétaro, Querétaro                                                                          |  |
|                       | Parciales: 25-21, 14-26, 26-22, 22-32                                  |                      |                                                                   |                                                                                               |  |
|                       | Estadísticas Ernesto Oglivie (26) Isaac Sosa (4) Heissler Guillent (7) | Reporte Pts Reb Asts | Estadísticas Donald Sims (26) Jerome Meyinsse (6) Donald Sims (3) | Pabellón: Auditorio General José María Arteaga Árbitros: J. Anaya Andrés Sánchez D. Domínguez |  |

#### Final de la LNBP

##### (2) Aguacateros de Michoacán vs. (3) Fuerza Regia de Monterrey
| 14 de noviembre, 20:00 | Aguacateros de Michoacán                                             | 80–70                | Fuerza Regia de Monterrey                                               | Morelia, Michoacán                                                                                    |  |
|                        | Parciales: 21-20, 20-12, 18-19, 20-19                                |                      |                                                                         | |  |
|                        | Estadísticas Rodney Green (19) Jerome Meyinsse (12) Donald Sims (11) | Reporte Pts Reb Asts | Estadísticas Oderah Anosike (15) J. J. Ávila (11) David Jackson Jr. (3) | Pabellón: Auditorio de Usos Múltiples de la UMSNH Árbitros: Omar Bermúdez Andrés Sánchez D. Domínguez |  |

| 15 de noviembre, 18:00 | Aguacateros de Michoacán                                          | 66–74                | Fuerza Regia de Monterrey                                           | Morelia, Michoacán                                                                              |  |
|                        | Parciales: 20-8, 12-15, 20-31, 14-20                              |                      |                                                                     |                                                                                                 |  |
|                        | Estadísticas Donald Sims (16) Jerome Meyinsse (5) Donald Sims (6) | Reporte Pts Reb Asts | Estadísticas David Jackson Jr. (15) J. J. Ávila (11) Paul Stoll (5) | Pabellón: Auditorio de Usos Múltiples de la UMSNH Árbitros: Omar Bermúdez J. Anaya D. Domínguez |  |

| 18 de noviembre, 20:00 | Fuerza Regia de Monterrey                                         | 86–69                | Aguacateros de Michoacán                                          | Monterrey, Nuevo León                                                                                   |  |
|                        | Parciales: 26-16, 16-19, 18-22, 26-12                             |                      |                                                                   | |  |
|                        | Estadísticas David Huertas (22) J. J. Ávila (14) Jaron Martin (5) | Reporte Pts Reb Asts | Estadísticas Donald Sims (14) Rodney Green (5) Facundo Piñero (5) | Pabellón: Gimnasio Nuevo León Independiente Árbitros: Krishna Domínguez Vicente Torres Schubert Vallejo |  |

| 19 de noviembre, 20:00 | Fuerza Regia de Monterrey                                         | 91–78                | Aguacateros de Michoacán                                           | Monterrey, Nuevo León                                                                            |  |
|                        | Parciales: 19-20, 24-11, 23-25, 25-22                             |                      |                                                                    |                                                                                                  |  |
|                        | Estadísticas J. J. Ávila (17) Oderah Anosike (9) Jaron Martin (4) | Reporte Pts Reb Asts | Estadísticas Rodney Green (24) Jerome Meyinsse (6) Avry Holmes (3) | Pabellón: Gimnasio Nuevo León Independiente Árbitros: Omar Bermúndez Rafael Rodea Bruce Palacios |  |

### Líderes
A continuación se muestran a los líderes individuales de la temporada 2020.
| Categoría            | Jugador           | Equipo                    | Marca |
| -------------------- | ----------------- | ------------------------- | ----- |
| Puntos promedio      | Stedmon Lemon     | Libertadores de Querétaro | 26.7  |
| Rebotes promedio     | Eric Dawson       | Mineros de Zacatecas      | 13.6  |
| Asistencias promedio | Heissler Guillent | Astros de Jalisco         | 7.3   |

### Premios

#### Designaciones
A continuación se muestran los ganadores de los premios a lo mejor de la LNBP de la temporada 2020.
| Designación                     | Ganador           | Equipo                    |
| ------------------------------- | ----------------- | ------------------------- |
| Entrenador del Año (Zona Oeste) | Iván Déniz        | Soles de Mexicali         |
| Entrenador del Año (Zona Este)  | Allans Colón      | Mineros de Zacatecas      |
| MVP (Zona Oeste)                | Jerome Meyinsse   | Aguacateros de Michoacán  |
| MVP (Zona Este)                 | Eric Dawson       | Mineros de Zacatecas      |
| MVP de la Final                 | Joseph John Ávila | Fuerza Regia de Monterrey |
| Novato del Año                  | Bryan Urrutia     | Dorados de Chihuahua      |
| Revelación del Año              | Daniel Girón      | Aguacateros de Michoacán  |

 =  Cuenta con nacionalidad mexicana. 

#### Equipos Ideales
| Zona Oeste | Jerome Meyinsse (Aguacateros) 17.4 PPJ, 7.1 RPJ, 1.5 APJ Jordan Adams (Libertadores) 25.4 PPJ, 5.1 RPJ, 3.5 APJ Heissler Guillent (Astros) 9.6 PPJ, 2.7 RPJ, 7.3 APJ Terrell Carter (Abejas) 15.7 PPJ, 8.9 RPJ, 2.1 APJ Erik Thomas (Soles) 17.8 PPJ, 7.9 RPJ, 3.6 APJ |
| Zona Este  | Eric Dawson (Mineros) 13.4 PPj, 13.6 RPJ, 1.3 APJ David Huertas (Fuerza Regia) 14.2 PPJ, 2.6 RPJ, 2.1 APJ Antonio Peña (Leñadores) 16.9 PPJ, 5.3 RPJ, 2.3 APJ Juan Brussino (Dorados) 13.4 PPJ, 3.2 RPJ, 4.8 APJ Tyrone White (Plateros) 12.9 PPJ, 4.6 RPJ, 2.6 APJ    |

 =  Cuenta con nacionalidad mexicana. 